# Flugstavssläktet
Flugstavssläktet (Caralluma) är ett släkte i familjen oleanderväxter.

## Dottertaxa tillCaralluma, i alfabetisk ordning[1]
- Caralluma adscendens
- Caralluma arachnoidea
- Caralluma baradii
- Caralluma bhupinderiana
- Caralluma bicolor
- Caralluma burchardii
- Caralluma congestiflora
- Caralluma darfurensis
- Caralluma dicapuae
- Caralluma dolichocarpa
- Caralluma edulis
- Caralluma edwardsiae
- Caralluma ericamccoyae
- Caralluma europaea
- Caralluma faucicola
- Caralluma flavovirens
- Caralluma frerei
- Caralluma furta
- Caralluma geniculata
- Caralluma gracilipes
- Caralluma joannis
- Caralluma lamellosa
- Caralluma longiflora
- Caralluma mirbatensis
- Caralluma mireillae
- Caralluma mogadoxensis
- Caralluma moniliformis
- Caralluma moorei
- Caralluma munbyana
- Caralluma peckii
- Caralluma peschii
- Caralluma priogonium
- Caralluma procumbens
- Caralluma sarkariae
- Caralluma sinaica
- Caralluma staintonii
- Caralluma stalagmifera
- Caralluma sudanica
- Caralluma tuberculata
- Caralluma turneri
- Caralluma vaduliae
- Caralluma wilhelmii